# Acanthamoeba
Acanthamoeba es un género de Amoebozoa, uno de los protistas más comunes del suelo y también frecuentes en agua dulce y otros hábitats. Las células son pequeñas, usualmente de 15 a 35 μm de longitud y de forma oval o triangular cuando se mueven. Los seudópodos forman un claro lóbulo semiesférico en la parte anterior y tiene varias extensiones filosas cortas a los lados del cuerpo. Esto le da una apariencia espinosa, a la cual se refiere el nombre Acanthamoeba. Los quistes son comunes y las distintas especies de Acanthamoeba se distinguen principalmente por la forma de los quistes. Muchas especies son amebas de vida libre, pero algunas son oportunistas que pueden causar infecciones en seres humanos y otros animales.

## Importancia en la ecología del suelo
A. castellanii pueden encontrarse en grandes densidades en varios ecosistemas del suelo. Preda principalmente bacterias, pero también sobre hongos y otros protistas. Esta especie es capaz de realizar la lisis de bacterias y produce un amplio rango de enzimas tales como celulasas y quitinasas. Probablemente también contribuye a la degradación de la materia orgánica del suelo, participando en el ciclo ecológico microbiano.

## Endosimbiontes deAcanthamoeba
El género Acanthamoeba contiene varias especies endosimbiontes que son similares a patógenos humanos. Por esta causa son considerados potenciales emergentes de patógenos humanos. La naturaleza exacta de estos simbiontes y el beneficio que proporcionan a la ameba huésped todavía tienen que clarificarse.

## Patogenia

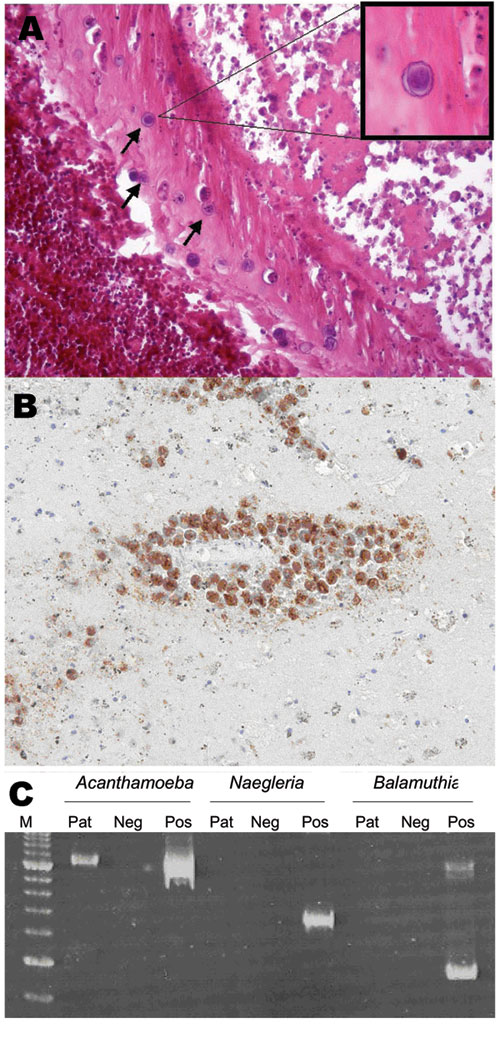
Encefalitis debida a Acanthamoeba.

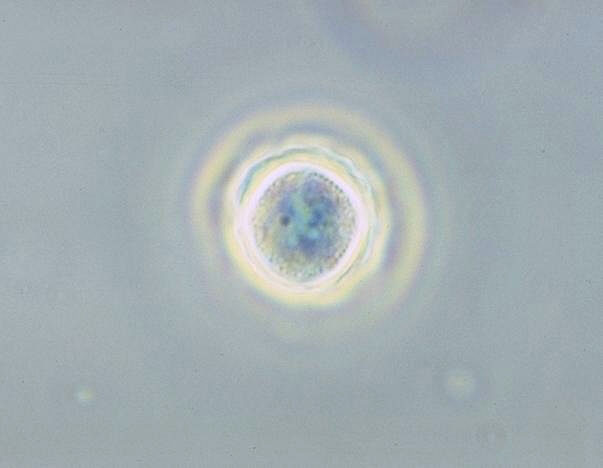
Quiste de Acanthomoeba polyphaga.

Entre las patologías causadas por Acanthamoeba se incluyen la encefalitis y la queratitis amébica. La primera es causada cuando Acanthamoeba se introduce por algún corte y llega al sistema nervioso central. La queratitis es una enfermedad rara que se produce cuando la ameba invade la córnea. En los EE. UU. casi siempre va asociada con el uso de lentes de contacto, ya que Acanthamoeba puede sobrevivir en el espacio entre la lente y el ojo. Sin embargo, en todo el mundo se producen también muchos casos entre las personas que no usan lentes de contacto. Por esta razón, las lentes deben ser desinfectadas antes de usarse y no deberían llevarse puestas cuando se hace natación o surf. 
Para la detección de Acanthamoeba en una lente de contacto en el laboratorio, se usa una placa de agar no nutritivo (agar de Page) con una capa (sustrato) de E. coli. Parte de la lente de contacto o del raspado corneal se colocan sobre la placa de agar. Si están presentes Acanthamoeba, se alimentarán de las bacterias, dejando una marca clara alrededor del área en la que está la lente. También se puede utilizar la reacción en cadena de la polimerasa para confirmar el diagnóstico de la queratitis causada por Acanthamoeba, particularmente cuando no se usan lentes de contacto.

### Acanthamoebay MRSA
Staphylococcus aureus resistente a meticilina (MRSA) es un patógeno importante en los hospitales debido a su resistencia a muchos antibióticos. Investigaciones recientes han demostrado que MRSA pueden infectar y replicarse dentro de Acanthamoeba polyphaga. Esta especie de Acanthamoeba está ampliamente distribuida en el medio ambiente. Puesto que A. polyphaga puede formar quistes, los quistes infectados por MRSA pueden actuar como un medio aéreo de dispersión de MRSA. Además, algunas pruebas sugieren que los patógenos que emergen de la ameba son más resistentes a los antibióticos y más virulentos. También se ha observado que Acanthamoeba puede incrementar en un factor de 1000 el número de MRSA.

## Etimología
Proviene del griego «akantha», que significa espina, y «amoeba». Indica que el organismo tiene acantopodios, estructuras morfológicamente similares a espinas. Castellani la describió por primera vez en 1930 en un cultivo de la levadura Cryptococcus pararoseus y fue clasificada como un género el año siguiente por Volkonsky.